# Potok Kudzielski
Potok Kudzielski (Dopływ spod Zagórzan) – potok, prawy dopływ Raby o długości 5,85 km.
Źródła potoku znajdują się na porośniętych lasem wzgórzach miejscowości Lubomierz, najwyżej położone znajdują się na wysokości około 290 m n.p.m. Spływa w kierunku północno-zachodnim pod nazwą Gruszów przez miejscowości Lubomierz, Zagórzany i Podolany na granicy Podolan i Zagórzan łączy się z potokiem płynącym z Zalesian i zmienia nazwę na Potok Kudzielski. W Podolanach uchodzi do Raby na wysokości 212 m. Cała zlewnia potoku znajduje się na obszarze Pogórza Wiśnickiego.
W 2018 roku w Podolanach został sztucznie poszerzony.

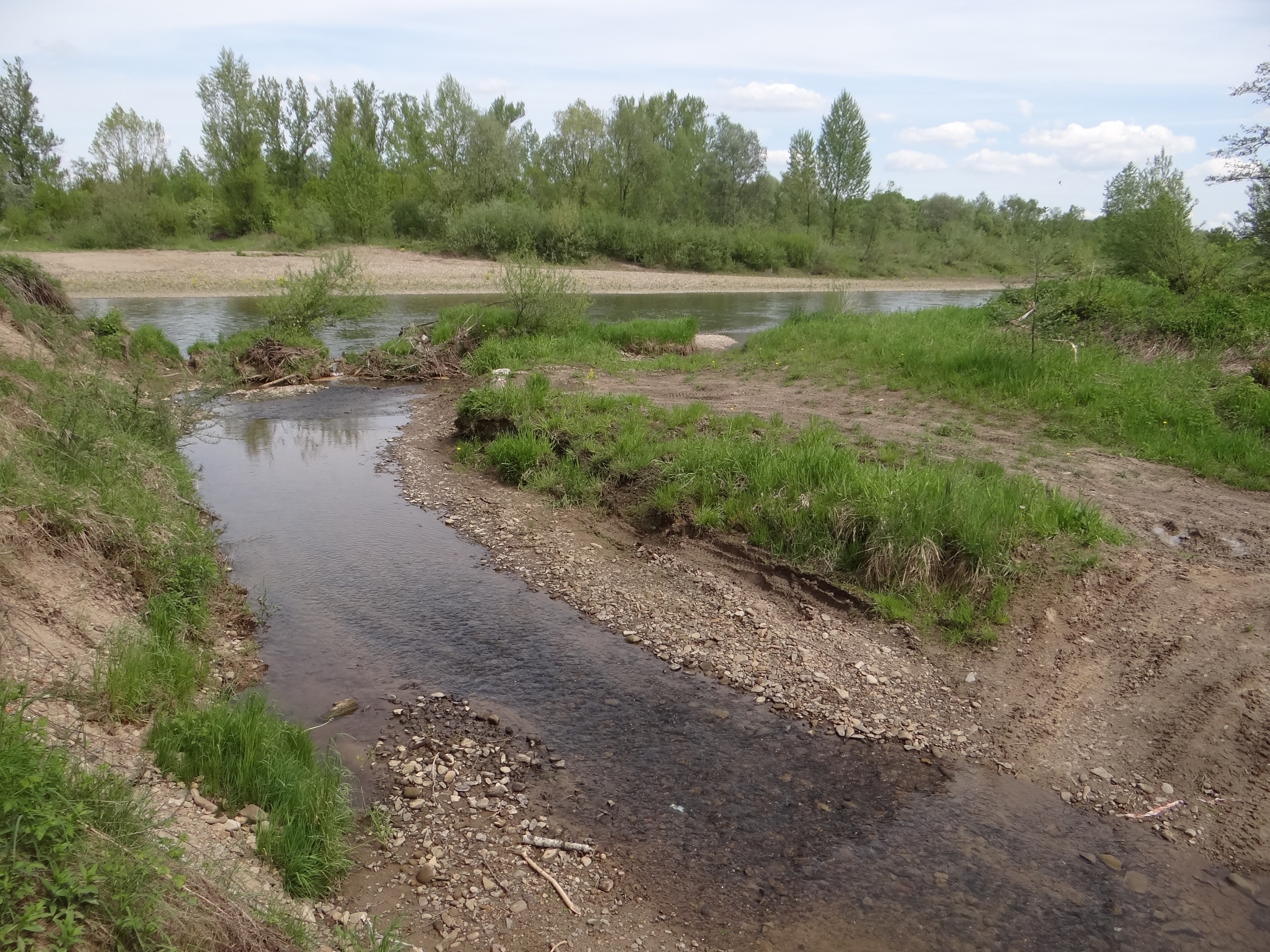